# Write on Me
Write on Me è un brano musicale del gruppo musicale statunitense Fifth Harmony, pubblicato il 5 maggio 2016 come secondo singolo promozionale estratto dal secondo album in studio 7/27.

## Video musicale
Il videoclip del brano è stato reso disponibile il 6 maggio 2016.

## Tracce
Testi e musiche di Kyrre Gørvell-Dahll, Tor Hermansen, Mikkel Eriksen, Priscilla Renea e Simon Wilcox.
1. Write on Me – 3:56

## Formazione
Musicisti
- Fifth Harmony – voci
- Mikkel S. Eriksen – strumentazione
- Tor Hermansen – strumentazione

Produzione
- Stargate – produzione
- Kygo – produzione
- Mikkel S. Eriksen – registrazione
- Miles Walker – registrazione
- Mike Anderson – registrazione
- Phil Tan – missaggio
- Daniela Rivera – assistenza al missaggio
- Dave Kutch – mastering